# كليفلاند (جورجيا)
كليفلاند (بالإنجليزية: Cleveland, Georgia)‏ هي مدينة تقع في مقاطعة وايت، جورجيا بولاية جورجيا في الولايات المتحدة. تبلغ مساحة هذه المدينة 8.2 (كم²)، وترتفع عن سطح البحر 480 م، بلغ عدد سكانها 3410 نسمة في عام 2010 حسب إحصاء مكتب تعداد الولايات المتحدة.

## أعلام
- كزافييه روبرتس

## وصلات خارجية
- www.cityofclevelandga.org
- Cities & Counties - Georgia.gov